# Granozzo con Monticello
Granozzo con Monticello ist eine Gemeinde mit 1314 Einwohnern (Stand 31. Dezember 2023) in der italienischen Provinz Novara (NO), Region Piemont. Die Nachbargemeinden sind Casalino, Confienza (PV), Nibbiola, Novara und Vespolate.

## EU-Projekt
Granozzo con Monticello nimmt im Jahr 2012 an dem EU-Projekt Small Towns for Sustainable Growth teil. Im Rahmen des Programmes hat sich die Kommune folgende Ziele bis 2020 gesetzt:
- Gründung und Einrichtung eines Tourismusbüros
- Ausweitung der Angebote des Outdoorsports und Fitness
- bildungsrelevante Workshops für Schulen und Familien
- kunstvolles Recyclen von Müll
- Aufarbeitung der traditionellen Kultur
- Entwicklung eines eigenen für die Kommune typischen Produkts
- künstlerische Gestaltung der Landschaft
- Ankurbeln der Wirtschaft vor allem durch Tourismus
- Steigerung der Wirtschaftsrate durch Verkauf regionaler Produkte

## Neuerungen
- 2020 Eröffnung einer der Öffentlichkeit zugänglichen Bibliothek
- 2017 und 2018 Schaffung eines Kreisverkehrs zwischen Novara und Robbio